# Oláh Gergő (énekes)

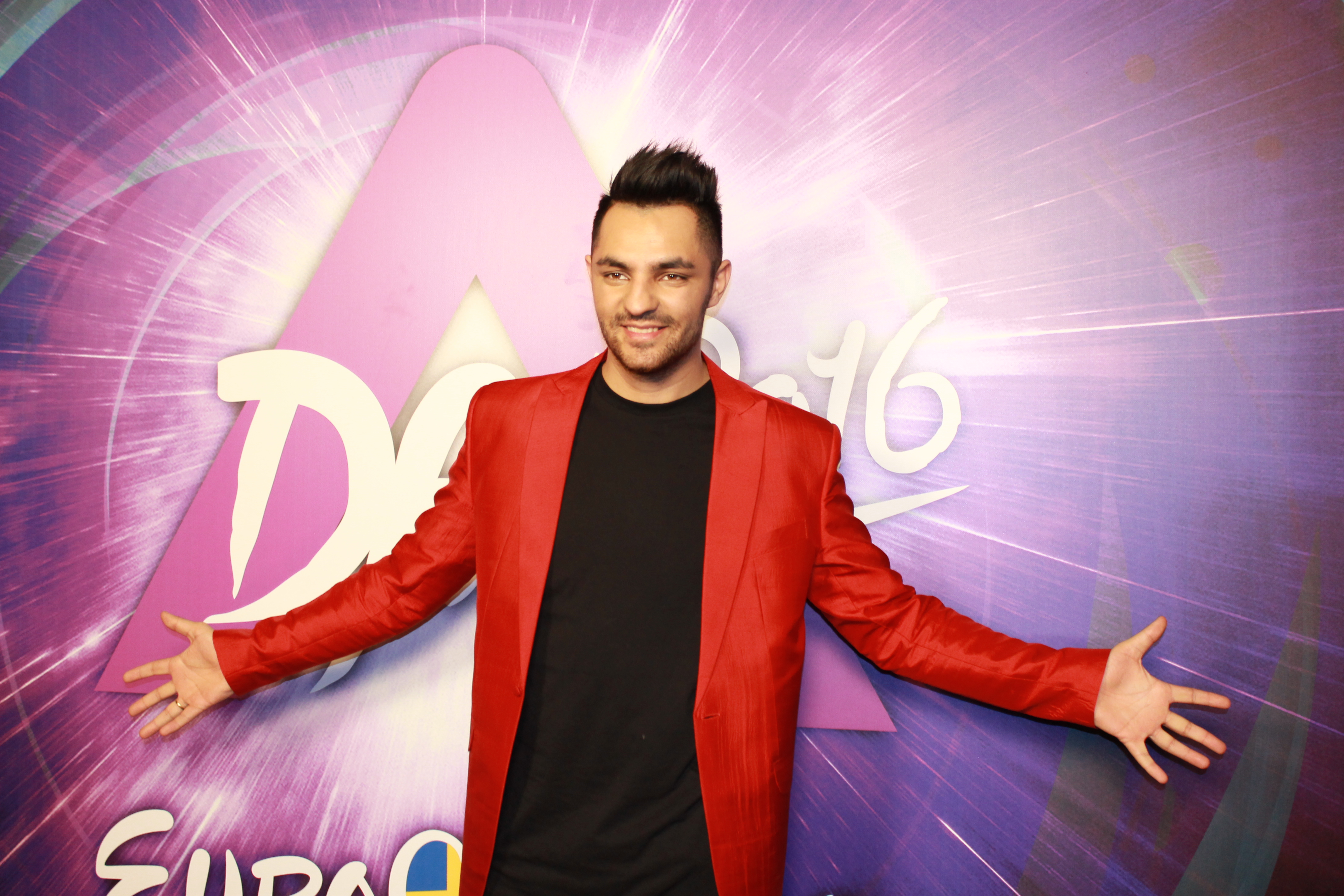
Oláh Gergő A Dal 2016 döntőjén

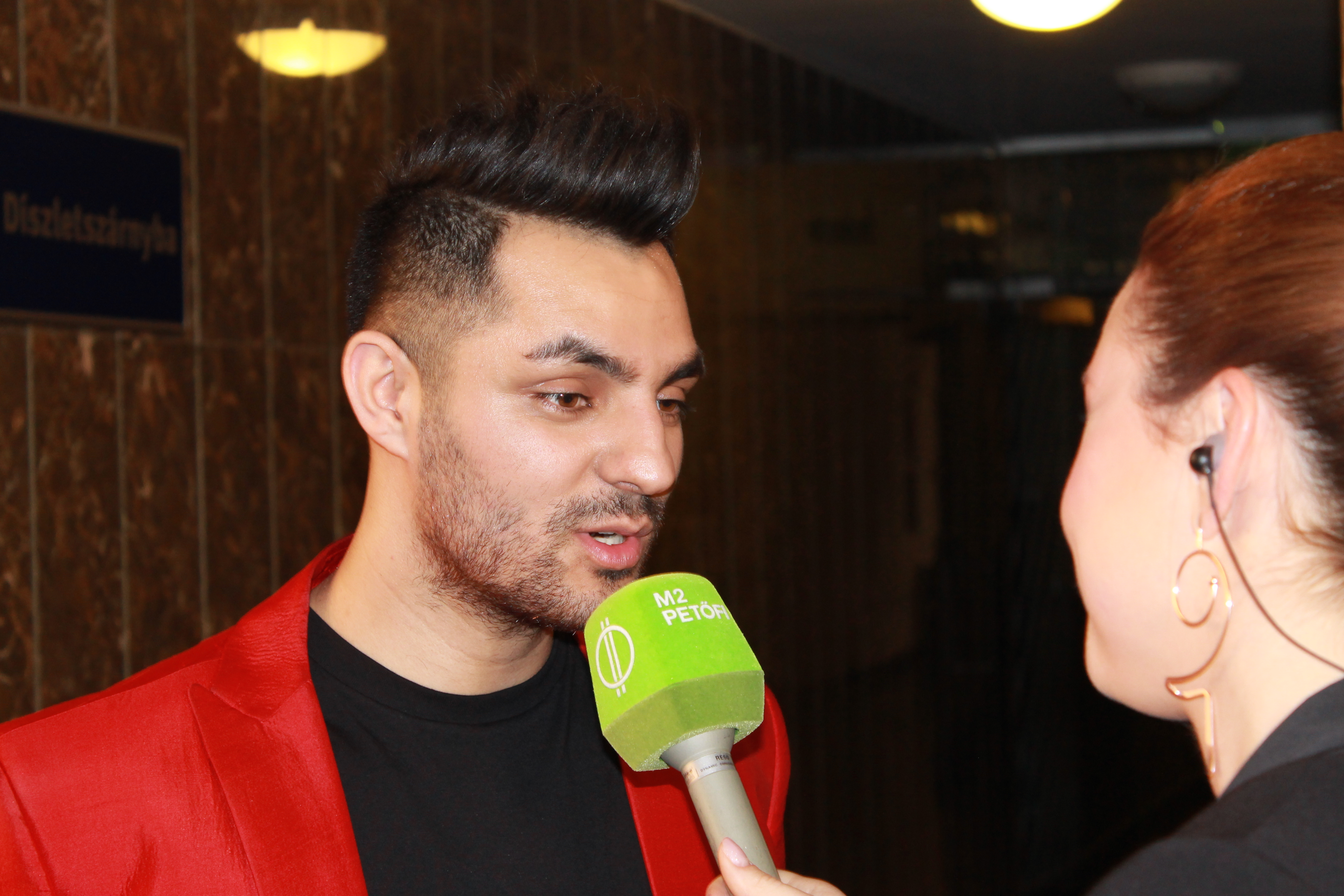
Oláh Gergő A Dal 2016 döntője után

Oláh Gergő (Karancslapujtő, 1988. november 26. –) magyar énekes, az X-Faktor harmadik szériájának győztese. Radics Gigi énekesnő unokatestvére. A Roma Soul zenekar frontembere. 

## Élete
Karancslapujtőn született, ahonnan később átköltöztek Salgótarjánba. Az X-Faktorba jelentkezés előtt közmunkásként dolgozott. Az X-Faktor alatt mentora Geszti Péter volt.
2015-ben az énekes bekerült A Dal eurovíziós nemzeti dalválasztó show elődöntőjébe A tükör előtt című dalával. 2016-ban ismét bekerült A Dal -ba a Győz a jó című dalával. 2017-ben ismét bekerült A Dal -ba, de ezúttal nem egyénileg indult, hanem együttesével Roma Soul néven a Nyitva a ház című dalukkal.
Szeptemberben zenekart alapított Roma Soul néven, amiben az ősi autentikus cigányzenét ötvözik a mai, modern popzene világával. Első daluk, a Fekete fehér után a Nyitva a ház következett, amivel az együttes bejutott A Dal 2017 eurovíziós dalválasztó show élő műsorfolyamába.
2016-ban Szikra-díjjal ismerték el tevékenységét.
2016-ban a "Kicsi óriások" gyerektehetségkutató egyik csapatkapitánya, mentora volt.
2017 tavaszán szerepelt A nagy duett című műsorban. Partnere Zimány Linda volt.
2017 őszén szerepelt a Sztárban sztár című műsorban.
2018. december 3-án bejelentették, hogy a Duna eurovíziós dalválasztó műsorába, A Dal 2019-be bejutott a Hozzád bújnék című dalával.
2021-ben szerepel a Farm VIP című műsorban.

## Elismerések
- Nemzetiségekért Díj (2015)  [https://web.archive.org/web/20220207141506/https://www.magyarhirlap.hu/belfold/Atadtak_a_Nemzetisegekert_dijakat

2016. Esélyegyenlőségért díj Archiválva] 2022. február 7-i dátummal a Wayback Machine-ben
- Szikra-díj (2016)
- Kézdy György-díj (2020)

## Magánélete
Nős, öt gyermek édesapja.

## Diszkográfia

### Albumok
| Év   | Album                                      | Legmagasabb helyezés | Minősítés |
| Év   | Album                                      | MAHASZ Top 40        | Minősítés |
| ---- | ------------------------------------------ | -------------------- | --------- |
| 2012 | Az első X - Megjelenés: 2012. december 15. | 2                    |           |
| 2016 | Genetika - Megjelenés: 2016.               |                      |           |

### Videóklipek
- 2013 - Törj ki a csendből
- 2014 - Érted élek
- 2014 - Mosoly
- 2015 - Emlékek őre (dalszöveges)
- 2015 - Beleállok
- 2016 - Győz a jó (dalszöveges)

### Slágerlistás dalai
| Év                  | Dal                                                               | Legmagasabb helyezés | Legmagasabb helyezés | Legmagasabb helyezés   | Legmagasabb helyezés | Legmagasabb helyezés | Legmagasabb helyezés         | Legmagasabb helyezés | Album      |
| Év                  | Dal                                                               | VIVA Chart           | Class 40             | Mahasz Editors’ Choice | Mahasz Rádiós Top 40 | Mahasz Dance Top 40  | MAHASZ Single (track) Top 10 | EURO 200             | Album      |
| ------------------- | ----------------------------------------------------------------- | -------------------- | -------------------- | ---------------------- | -------------------- | -------------------- | ---------------------------- | -------------------- | ---------- |
| 2013                | Törj Ki a csendből                                                |                      |                      |                        |                      |                      |                              |                      | Érted élek |
| 2013                | Érted élek                                                        |                      |                      |                        |                      |                      |                              |                      | Érted élek |
| 2014                | Leszek a dal (Danics Dórával, Vastag Csabával és Kocsis Tiborral) |                      |                      |                        |                      |                      |                              |                      |            |
| 2014                | A tükör előtt                                                     |                      |                      |                        |                      |                      |                              |                      |            |
| 2016                | Győz a jó                                                         |                      |                      |                        |                      |                      |                              |                      |            |
|                     |                                                                   | Összesítés           |                      |                        |                      |                      |                              |                      |            |
| 1. helyezett számok |                                                                   |                      |                      |                        |                      |                      |                              |                      |            |
| Top 10-be bekerült  |                                                                   |                      |                      |                        |                      |                      |                              |                      |            |
| Top 40-be bekerült  |                                                                   |                      |                      |                        |                      |                      |                              |                      |            |